# Hans Coray
Hans Coray (Wald, 9 juni 1906 – Zurich, 22 november 1991) was een Zwitsers kunstenaar en ontwerper. Hij is vooral gekend van de Landi-stoel die hij in 1938 ontwierp.

## Biografie
Hans Coray studeerde romaanse talen aan de universiteit van Zurich en behaalde er in 1929 zijn doctoraat. Vanaf 1930 begon hij met het ontwerpen van meubels. Als designer kan hij worden beschouwd als autodidact.

## Erkentelijkheden
Met de Landi-stoel won hij in 1939 op de Schweizerische Landesausstellung een prijsvraag die was uitgeschreven door de tentoonstellingsarchitect Hans Fischli. Een van de voorwaarden bij de prijsvraag was dat het ontwerp in aluminium moest worden uitgevoerd, daar dit een belangrijk Zwitsers exportartikel was. Het originele ontwerp van de stoel kent 91 perforaties (42 in de zitting en 49 in de rugleuning). Sinds 2004 bestaat er een reeks Zwitserse postzegels met als thema "design classic" waarvan er één is met de Landi-stoel erop.
Coray zou daarna nog meer stoelen en tafels ontwerpen onder andere voor Wohnbedarf in de jaren vijftig.